# Mary Strong Clemens

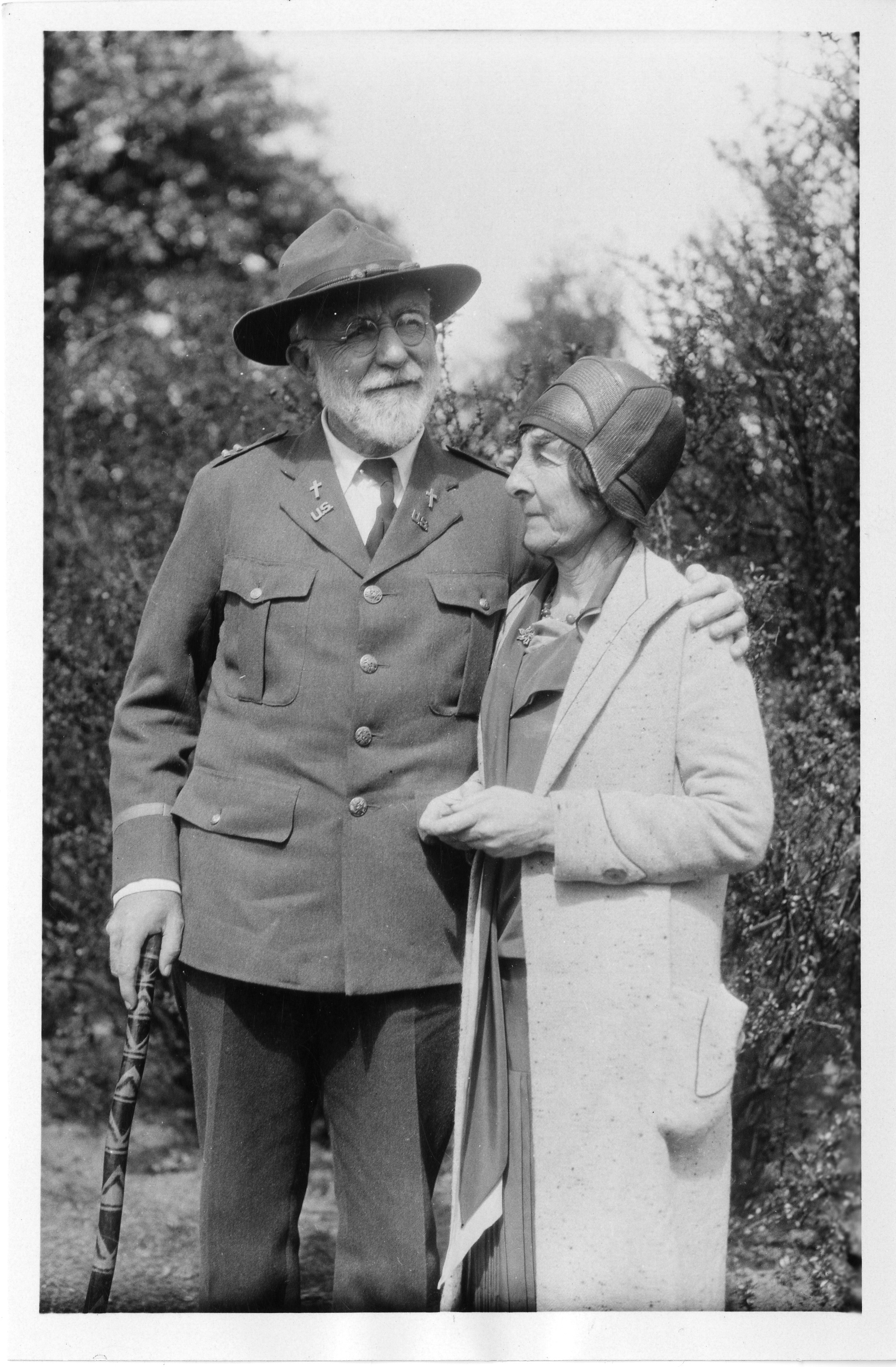
Joseph și Mary Clemens

Mary Strong Clemens (3 ianuarie 1873 – 13 aprilie 1968) a fost o botanistă și colecționară de plante de origine americană. Născută în New York ca Mary Knapp Strong, ea s-a căsătorit în 1892 cu Joseph Clemens, un preot metodist episcopal. De-a lungul vieții sale, ea a colecționat plante asiduu, în special din Asia, Noua Guinee și Australia. Ultima parte a vieții sale a trăit-o în Australia și a decedat în Brisbane, Queensland.
Soțul său s-a înrolat în Armata Statelor Unite în 1902 ca și capelan, cu rangul de căpitan, fiind trimis în Filipine, America și în Franța în timpul Primului Război Mondial, reîntorcându-se acasă în 1918. În timpul perioadei petrecute în Filipine, anume între 1905 și 1907, Mary a fost în excursii ample prin Luzon și Mindanao. După întoarcerea soțului, el a devenit asistentul său, iar cuplul a lucrat ca o echipă profesională, ca și colecționari de plante. De obicei, Mary colecta plantele în timp ce Joseph le usca și le pregătea pentru expediere.
În perioada interbelică, familia Clemense a fost în provinciile Hebei și Shandong din China și respectiv în Indo-China, Borneo de nord, Sarawak, Java și Singapore. Notabile sunt vizitele lor le la Muntele Kinabalu din Borneo de nord din 1915 și dintre 1931 și 1943, unde au strâns cea mai mare colecție de plante adunată de pe acel munte.
În luna august a anului 1935, ei au mers în Teritoriul Mandatat din Noua Guinee, unde a murit Joseph (în 1936) din cauza otrăvirii mâncării datorată cărnii de bou sălbatic. Mary și-a continuat munca în Noua Guinee până în decembrie 1941 când a fost evacuată în Australia din cauza unui război iminent.
În Australia, Mary Clemens și-a alocat spațiu la Ierbarul din Queensland, Brisbane, într-o construcție din fața clădirii principale. Aceasta a fost utilizată ca o bază unde ea își va depune colecția botanică. Deși proviziile și facilitățile de la ierbar au fost folosite temporar și ocazional, ea a stat aici pentru următorii 20 de ani. Locuind într-un cămin la 5 km depărtare, ea trebuia să vină la ierbar dimineața devreme și astfel gătea acolo, rămânând în construcția sa peste noapte, deși ea nu era foarte ordonată.
Mary Clemens a avut o credință religioasă puternică, manifestată în activități ca transcrierea zilnică a diferitelor pasaje din Biblie în jurnalul său și cântarea frecventă a imnului, care i-a adus mici plângeri de la co-rezidenți și de la vecini. O fractură de șold din anul 1950 a marcat sfârșitul călătoriilor îndelungate, dar Mary și-a continuat munca la Ierbarul din Queensland până în anii 1960, murind în pace în anul 1968 la vârsta memorabilă de 95 de ani.

## Colecția
O parte din planatele colecționate de Mary Clemens mai pot fi văzute la Ierbarul din Queensland, iar la diferite muzee din Tokio, cum ar fi la Universitatea sin Tokio și la Muzeul Național de Știință din Tokio, pot fi observate zeci de mii de specimene de plante.